# منتخب تايبيه الصينية لاتحاد الرغبي
منتخب تايبيه الصينية الوطني لاتحاد الرغبي هو ممثل تايبيه الصينية الرسمي في المنافسات الدولية في اتحاد الرغبي .

## وصلات خارجية
- الموقع الرسمي